# 508 (numero)
Cinquecentootto (508) è il numero naturale dopo il 507 e prima del 509.

## Proprietà matematiche
- È un numero pari.
- È un numero composto con 6 divisori: 1, 2, 4, 127, 254, 508. Poiché la somma dei suoi divisori (escluso il numero stesso) è 388 < 508, è un numero difettivo.
- È parte delle terne pitagoriche (381, 508, 635), (508, 16125, 16133), (508, 32256, 32260), (508, 64515, 64517).
- È un numero congruente.

## Astronomia
- 508 Princetonia è un asteroide della fascia principale del sistema solare.
- NGC 508 è una galassia ellittica della costellazione dei Pesci.

## Astronautica
- Cosmos 508 è un satellite artificiale russo.